# 1743
Năm 1743 (số La Mã: MDCCXLIII) là một năm thường bắt đầu vào thứ Ba (liên kết sẽ hiển thị đầy đủ lịch) trong lịch Gregory (hoặc một năm thường bắt đầu vào thứ Bảy của lịch Julius chậm hơn 11 ngày).

## Sinh
Nguyễn Nhạc - vị hoàng đế sáng lập Nhà Tây Sơn